# Société des directeurs des musées montréalais
La Société des directeurs de musées montréalais (SDMM) est une organisation à but non lucratif, fondée en 1987, regroupant  aujourd’hui 38 musées montréalais. 
Sa mission consiste à favoriser le rayonnement des musées montréalais par la promotion de leurs activités et la défense de leurs intérêts, ainsi que par le développement de la communication de la coopération entre institutions muséales montréalaises.
La SDMM est situé dans l'ancien garage de la brasserie Dow au 333 rue Peel, à Montréal au Québec, Canada. 

## Journée des musées montréalais

Logo

La Journée des musées montréalais (organisée par la SDMM en collaboration avec ses musées membres) est un événement annuel ayant lieu le dernier dimanche de mai. Il permet au public de visiter gratuitement les musées participants. Une navette d'autobus offerte par la Société de transport de Montréal permet au public d'accéder rapidement aux différents musées pendant la journée.

## Centre des collections muséales de Montréal
Le Centre des collections muséales de Montréal, inauguré en 2003, fut l'initiative de la SDMM. Il s'agit d'un édifice sécuritaire de 4 étages qui loue en priorité ses espaces aux musées membres.

## Musées membres de la SDMM
- Bibliothèque et Archives nationales du Québec (BAnQ)
- Biodôme de Montréal
- Biosphère, musée de l'environnement
- Centre canadien d'architecture (CCA)
- Centre d’exposition de l'Université de Montréal
- Centre d'exposition La Prison-des-Patriotes (Prison du Pied-du-Courant)
- Centre d'histoire de Montréal
- Centre des sciences de Montréal
- Centre historique des Sœurs de Sainte-Anne
- Château Ramezay, musée et site historique de Montréal
- Cinémathèque québécoise
- Cité historia musée d'histoire du Sault-au-Récollet
- Fondation Phi pour l’art contemporain
- Écomusée du fier monde
- Fonderie Darling
- Galerie d'art Stewart Hall
- Insectarium de Montréal
- Institut culturel Avataq
- Jardin botanique de Montréal
- Lieu historique national de Sir-George-Étienne-Cartier
- Lieu historique national du Commerce-de-la-Fourrure-à-Lachine
- Lieu historique national du Canada du Canal de Lachine
- Maison Saint-Gabriel, musée et site historique
- Musée commémoratif de l'Holocauste à Montréal
- Musée d'art contemporain de Montréal (MACM)
- Le Musée d'histoire et du patrimoine de Dorval
- Musée de l'Oratoire Saint-Joseph du Mont-Royal
- Musée de Lachine
- Musée des beaux-arts de Montréal (MBAM)
- Musée des Hospitalières de l'Hôtel-Dieu de Montréal
- Musée des maîtres et artisans du Québec
- Musée Dufresne-Nincheri
- Musée Marguerite-Bourgeoys
- Musée McCord
- Musée Redpath
- Musée Stewart
- Planétarium Rio Tinto Alcan de Montréal
- Pointe-à-Callière, musée d'archéologie et d'histoire de Montréal
- TOHU, La Cité des arts du cirque

## Source
- Site web de la Société des directeurs des musées montréalais
- Centre des collections muséales